# Премия «Давид ди Донателло» за лучший сценарий иностранного фильма
Премия «Давид ди Донателло» за лучший сценарий иностранного фильма (итал. David di Donatello per la migliore sceneggiatura straniera) — один из призов национальной итальянской кинопремии «Давид ди Донателло», вручалась с 1979 по 1990 год.

## Победители
- 1979: Терренс Малик — Дни жатвы
- 1980: Джей Прессон Аллен — Скажи, что тебе нужно
- 1981: Жан Грюо — Мой американский дядюшка
- 1982: Гарольд Пинтер — Женщина французского лейтенанта
- 1983: Блейк Эдвардс — Виктор/Виктория
- 1984: Ингмар Бергман — Фанни и Александр
- 1985: Вуди Аллен — Бродвей Денни Роуз
- 1986: Боб Гейл и Роберт Земекис — Назад в будущее
- 1987: Вуди Аллен — Ханна и её сестры
- 1988: Луи Маль — До свидания, дети
- 1989: Джон Клиз — Рыбка по имени Ванда
- 1990: Вуди Аллен — Преступления и проступки